# Хлорсеребряно-магниевый элемент
Хлорсеребряно-магниевый элемент — это первичный химический источник тока, в котором анодом служит магний, катодом — хлористое серебро, а электролитом — водный раствор хлорида натрия.
Применяются в качестве резервных и хранимых в готовности источников тока, активируются путём заполнения пресной или морской водой. Отличаются большим сроком годности. Могут быть изготовлены батареи, дающие мощность до 150 кВт, работающие от нескольких секунд до 20 дней. Используются для питания аварийных систем подводных лодок, подводных прожекторов, аварийных маяков, мин, торпед, сигнальных устройств, радиогидроакустических буев и т. п.

## Характеристики
- Удельная энергоемкость: 30—120 Вт·час/кг.
- Удельная энергоплотность: 40—250 Вт·час/дм3.
- ЭДС: 1,6 В.
- Диапазон рабочих температур: от −20 до +60°С